# Små Kalskären
Små Kalskären med Viklandet är öar i Finland. De ligger i Skärgårdshavet och i kommunen Kimitoön i den ekonomiska regionen  Åboland i landskapet Egentliga Finland, i den sydvästra delen av landet. Öarna ligger omkring 59 kilometer söder om Åbo och omkring 150 kilometer väster om Helsingfors.
Arean för den av öarna koordinaterna pekar på är 11,4 hektar och dess största längd är 1 kilometer i öst-västlig riktning. Ön höjer sig omkring 15 meter över havsytan.
Sammansmälta delöar
- Små Kalskären 59°55′20″N 22°16′15″Ö / 59.92209°N 22.27076°Ö
- Viklandet 59°55′19″N 22°15′44″Ö / 59.92184°N 22.2622°Ö

Inlandsklimat råder i trakten. Årsmedeltemperaturen i trakten är 4 °C. Den varmaste månaden är augusti, då medeltemperaturen är 16 °C, och den kallaste är februari, med −6 °C.